# Mojave (Californie)
Pour les articles homonymes, voir Mojave.
Mojave est une census-designated place (CDP) située dans le comté de Kern, en Californie.

## Démographie
| 2000  | 2010  | - | - | - | - |
| ----- | ----- | - | - | - | - |
| 3 836 | 4 238 | - | - | - | - |